# Akbaalia
Akbaalia là một nhân vật thần thoại thổ dân châu Mỹ của người Crow. Akbaalia là một người có thể chữa được một loạt các bệnh về thể chất và tâm lý.